# Kaymaz, Sivrihisar
Kaymaz là một thị trấn thuộc huyện Sivrihisar, tỉnh Eskişehir, Thổ Nhĩ Kỳ. Dân số thời điểm năm 2011 là 1.278 người.